# Leonel Urbina
Leonel Urbina García (Zamora de Hidalgo; 25 de abril de 1945) es un exfutbolista mexicano que jugaba en el mediocampo. Luego de su carrera, se desempeñó como entrenador del Puebla de 1981 a 1982 y actualmente es secretario del comité disciplinario de la Federación Mexicana de Fútbol.

## Selección nacional
A fines de noviembre y principios de diciembre de 1969, fue utilizado en los cinco partidos que jugó la selección mexicana en la Campeonato de Naciones de la Concacaf.

### Participaciones en Campeonatos Concacaf
| Copa                                          | Sede       | Resultado    | Part. | Goles |
| --------------------------------------------- | ---------- | ------------ | ----- | ----- |
| Campeonato de Naciones de la Concacaf de 1969 | Costa Rica | Cuarto lugar | 5     | 0     |

## Clubes
| Club             | País   | Año       |
| ---------------- | ------ | --------- |
| Monarcas Morelia | México | 1965-1970 |
| Puebla           | México | 1970-1973 |
| Atlético Español | México | 1973-1977 |

## Palmarés

### Títulos internacionales
| Título                           | Equipo           | País    | Año  |
| -------------------------------- | ---------------- | ------- | ---- |
| Copa de Campeones de la Concacaf | Atlético Español | Surinam | 1975 |